# Mentalist
Mentalist je ameriška policijska televizijska serija, ki so jo predvajali od 23. septembra 2008 do 18. februarja 2015 na CBS. V sedmih sezonah je bilo posnetih 151 epizod. Serijo je ustvaril Bruno Heller, ki je tudi njen izvršni producent. Serija sledi nekdanjemu »jasnovidcu« Patricku Janeu (Simon Baker), ki je svetovalec v Kalifornijskem preiskovalnem uradu (California Bureau of Investigations, CBI), kjer uporablja svojo visoko razvito sposobnost opazovanja, ki jo je prej uporabljal, da je »bral« misli ljudem, za reševanje številnih policijskih primerov.

## Povzetek
Serija sledi Jaenu, neodvisnemu svetovalcu Kalifornijskega preiskovalnega urada(CBI) s sedežem v Sacramentu v Kaliforniji. Čeprav ni vladni agent, uporablja znanje iz svoje nekdanje kariere uspešnega, čeprav nepoštenega jasnovidca, da pomaga ekipi agentov CBI reševati primere umorov. Pravi razlog za Patrickovo sodelovanje z organi pregona pa je, da hoče izslediti serijskega morilca, znanega pod imenom Rdeči John (Red John), ki je brutalno umoril njegovo ženo Angelo Jane in hči Charlotte Jane.
Pred umoroma je imel Jane donosno kariero kot prevarant, uspešno je nastopal kot jasnovidec in užival v svoji slavi. Pet let pred dogodki v prvi epizodi se je pojavil na televiziji in trdil, da s svojimi paranormalnimi sposobnostmi pomaga policiji loviti serijskega morilca, imenovanega Rdeči John, ter ga žalil na televiziji. Rdeči John, jezen zaradi Janeovih žalitev, je v maščevanju umoril Janeovo ženo in njegovo mlado hči.
Jane pozneje opusti svojo kariero in se pridruži CBI, kjer uporablja svoje sposobnosti, da jim pomaga pri reševanju različnih primerov kaznivih dejanj. Najbolj pa se osredotoča na primere, ki vključujejo Rdečega Johna ali njegove pajdaše. Prizna, da nima jasnovidnih sposobnost, in pogosto omenja, da »ne obstaja nič takega kot jasnovidnost«. Jane pa je še vedno dober v stvareh, kot so branje človeške govorice, hipnoza in preusmerjanje pozornosti. Ima tudi izredne sposobnosti opazovanja in globoko razumevanje človekove duševnosti in vedenja.
Drugi glavni liki so agenti CBI. To vključuje njegovo šefico Terreso Lisbon in sodelavce Waynea Rigsbya, ki je poročen s Grace Van Pelt, in Kimballa Choa. Med serijo se pojavljajo še različni direktorji oddelka CBI, vključno s Samom Boscom in Galeom Bertramom.